# Яндекс.Метрика
Яндекс. Метрика — заборонений в Україні інструмент для оцінювання відвідуваності сайтів, аналізу поведінки відвідувачів та ефективності рекламних зусиль. Яндекс. Метрика стала загальнодоступною 24 квітня 2009 року.

## Принцип роботи та функції
Метрика працює за традиційним принципом інтернет-лічильників: JS-код, встановлений на сторінках сайту, реєструє кожне відвідування, збираючи про нього дані. Лічильник Яндекс. Метрики сумісний з AJAX- і Flash-сайтами.
Сервіс інтегровано з Яндекс.Директом та Яндекс.Маркетом і дозволяє групувати відвідувачів ресурсу за декількома параметрами.
Яндекс. Метрика вимірює конверсію сайту та інтернет-реклами. Під час розрахунку конверсії сервіс оцінює, яка частка відвідувачів сайту досягла «мети», тобто дійшла до певної сторінки, переглянула певну кількість сторінок, або виконала певну дію. Лічильнику Яндекс. Метрики може бути задано до 100 «цілей».
Яндекс. Метрика дозволяє не враховувати небажані переходи (власні переходи, з певних IP-адрес, певних джерел) і модифікувати вхідні дані, видаляючи з URL задані параметри.
Яндекс. Метрика надає дані за поточний день. Між діями відвідувача на сайті та відображенням їх у звітах минає від 30 секунд до 5 хвилин.
Є функція моніторингу доступності сайту з можливістю отримувати SMS-повідомлення, коли сайт недоступний користувачам.
Для створення детальних звітів у сервіс вбудовано спеціальний «Конструктор звітів».
Аналіз юзабіліті сторінок представлений «Картою посилань» (посилання на карті підсвічуються різними кольорами — залежно від їх популярності, при наведенні на посилання показується статистика переходів по ній) і «Картою кліків»(на відміну від «Карти посилань» відображає кліки по всім елементам сторінки, а не тільки тим, які є посиланнями). Варто відзначити, що карта посилань дає правдиву інформацію тільки для статичних сайтів (сайтів, на яких елементи навігації нерухомі) і сайтів, на яких елементи управління (меню, посилання) не повторюється на інших сторінках.
У 2011 році у Яндекс. Метрику інтегровано Вебвізор. Вебвізор записує дії відвідувачів сайту і дозволяє переглядати їх в режимі «живого відео». Скориставшись плеєром, можна побачити точне повторення всіх дій відвідувача на сайті, як якщо б дивилися в його монітор: рухи миші, кліки, прокрутка сторінки, натиснення на клавіші і заповнення форм, виділення і копіювання тексту.